# Campoletis pedunculata
Campoletis pedunculata là một loài tò vò trong họ Ichneumonidae.